# Lierne (Noorwegen)
Lierne is een gemeente in de Noorse provincie Trøndelag. De gemeente telde 1389 inwoners in januari 2017.
Het meer Rengen ligt deels in deze gemeente.

## Plaatsen in de gemeente
- Aspneset
- Bratland
- Devika
- Endset
- Gåsbakk
- Holand
- Ingeldalen
- Jule
- Kvelia
- Limingen
- Linneset
- Mebygda
- Nordli
- Sandmoen
- Sandvika
- Skåle
- Storbergvika
- Stugguneset
- Sundvika
- Sørli
- Totland
- Tunnsjø senter
- Tunnsjøen Østborg

Åfjord · Flatanger · Frosta · Frøya · Grong · Heim · Hitra · Holtålen · Høylandet · Inderøy · Indre Fosen · Leka · Levanger · Lierne · Malvik ·  Melhus · Meråker · Midtre Gauldal · Nærøysund · Namsos · Namsskogan · Oppdal · Orkland · Ørland · Osen · Overhalla · Rennebu · Rindal · Røros · Røyrvik · Selbu · Skaun · Snåsa · Steinkjer · Stjørdal · Trondheim · Tydal · Verdal

Fylker van Noorwegen